# استان‌های گرجستان
کشور گرجستان به ۱۲ بخش تقسیم‌بندی شده‌است. این ۱۲ بخش شامل ۹ استان، شهر تفلیس و حومه آن، جمهوری خودمختار آبخازستان و جمهوری خود مختار آجارستان است.
پایتخت این کشور تفلیس (به گرجی: თბილისი)، (تلفظ: تْبیلیسی) است. شهرهای مهم این کشور عبارت‌اند از: کوتائیسی، روستاوی، گوری، پوتی، باتومی، سوخومی، متسختا، چیاتورا، تقیبولی، زوگدیدی، تسقالتوبو، تقوارچلی، گاگرا و تلاوی.
| # (map) | استان                     | مرکز        | مساحت km2 | جمعیت (۲۰۰۲) | تراکم جمعیت | مناطق باستانی   |
| ------- | ------------------------- | ----------- | --------- | ------------ | ----------- | --------------- |
| ۱       | آبخازستان                 | سوخومی      | ۸٬۶۶۰     | ۶۹۶٬۴۵۹      | ۸۰٫۴        | جمهوری خودمختار |
| ۲       | سامگرلو-زمو سوانتی        | زوگدیدی     | ۷٬۴۴۰     | ۴۷۴٬۱۰۰      | ۶۳٫۷        | سامگرلو، سوانتی |
| ۳       | گوریا                     | ازورگتی     | ۲٬۰۳۳     | ۱۴۰٬۳۰۰      |             | گوریا           |
| ۴       | آجارستان                  | باتومی      | ۲٬۹۰۰     | ۳۸۲٬۰۰۰      |             | جمهوری خودمختار |
| ۵       | راچا-لچخومی و کومو سوانتی | آمبرولائوری | ۴٬۹۵۴     | ۵۱٬۰۰۰       | ۱۰          | سوانتی          |
| ۶       | ایمرتی                    | کوتایسی     | ۶٬۵۵۲     | ۷۰۰٬۰۰۰      | ۱۰۶٫۸       | ایمرتی          |
| ۷       | سامتسخه-جاواختی           | آخالتسیخه   | ۶٬۴۱۳     | ۲۰۸٬۰۰۰      | ۳۲٫۴        | مسختی، جاواختی  |
| ۸       | شیدا کارتلی               | گوری        | ۶٬۲۰۰     | ۳۱۴٬۰۰۰      | ۵۰٫۶        | کارتلی          |
| ۹       | متسختا-متیانتی            | متسختا      | ۶٬۷۸۵     | ۱۲۵٬۰۰۰      | ۱۸          | خوسورتی         |
| ۱۰      | کومو کارتلی               | روستاوی     | ۶٬۵۲۸     | ۵۱۱٬۳۰۰      | ۷۸٫۳        | کارتلی          |
| ۱۱      | کاختی                     | تلاوی       | ۱۱٬۳۷۹    | ۴۰۹٬۵۵۱      | ۳۶          | کاختی           |
| ۱۲      | تفلیس                     |             | ۷۲۶       | ۱٬۴۸۵٬۲۹۳    |             |                 |